# Крестовоздвиженская церковь (Кисловодск)
Храм Воздвижения Креста Господня (Крестовоздвиженская церковь) — православный храм в центре города Кисловодска Ставропольского края.

## История храма
В 1852 году по согласованию с тифлисским обер-священником Кавказского Отдельного корпуса, в управлении которого находились все церкви линейного казачьего войска, в южной части общей станичной площади города, усилиями православных была возведена небольшая церковь с колокольней.
Здание представляло собой приземистый бревенчатый восьмерик на четверике, обшитый досками, на каменном основании. К основному срубу были пристроены четвериками алтарная апсида, притвор и боковые приделы, которые придавали зданию крестообразный план. Шатровый купол с главкой венчал большой восьмигранный световой барабан. На крыше притвора находился глухой барабан с меньшим шатром и главкой. Углы основного объема были украшены главками на тонких шеях. Все главки имели луковичную форму.
За счет переселенцев из других территорий России, во второй половине XIX века приход заметно возрос. В 1896 году начался сбор пожертвований на строительство капитальной каменной церкви.
В 1902 году по проекту зодчего Вергилеса началось строительство. Уже в 1904 году новое здание было освещено. Деревянная постройка была разобрана и продана купцу Антону Курилову, который из этого материала в новом Алексеевском посёлке в 1910 году установил Покровскую церковь.
В ходе советской антирелигиозной кампании в 1936 году Крестовоздвиженскую казачью церковь снесли. А к 1965 году в Кисловодске были ликвидированы все православные храмы. Лишь к 1975 году местный приход получил разрешение на строительство новой церкви на месте прежнего Крестовоздвиженского храма.
По эскизам протоиерея Сергия Лиманова началось строительство храма. Закладка была произведена 28 февраля 1986 года в присутствии епископа Ставропольского Антония.
В период стройки богослужение в храме не прекращалось. Эта стройка как символ свободы вероисповедания в СССР получила мировую огласку. Здание новой церкви было освящено 4 октября 1987 года. Храм был построен и освящён к 1000-летию принятия христианства на Руси.
Только в 1996 году завершились работы по внутренней росписи храма. Руководил этими работами московский художник Н. И. Бурейченко. Иконостас храма принадлежит кистям художников из Новосибирска.

## Храм сегодня
В церкви устроены три престола — главный Крестовоздвиженский, и два боковых — Никольский и Пантелеимоновский. В 2012 году, на прилегающей территории храма разместилась также крестильная церковь во имя равноапостольных царей Константина и Елены.
В храме находятся святыни:
- Чудотворная икона Божьей Матери именуемая «Скоропослушница»,
- Чудотворная икона Николая Угодника,
- Чудотворная икона Святого Великомученика и Целителя Пантелеимона с вмонтированной капсулой со Святыми мощами.

При храме функционирует церковно-приходская школа.
В 2005 году между воинской частью МВД 5464 г. Кисловодска и Крестовоздвиженским храмом заключено соглашение о сотрудничестве. Раз в неделю настоятель храма или его помощники проводит занятия в воинской части. Военнослужащие знакомятся с азами Православия.